# دیمین مک‌دونالد
دیمین مک‌دونالد (انگلیسی: Damian McDonald; ۱۲ مهٔ ۱۹۷۲ – ۲۳ مارس ۲۰۰۷) دوچرخه‌سوار اهل استرالیا بود.
وی در مسابقات کشوری و بین‌المللی در مجموع برندهٔ ۱ مدال طلا شده‌است.